# Pakistanul de Est
Pakistanul de Est este denumirea sub care era cunoscut teritoriul actualului stat Bangladesh în perioada când făcea parte din Pakistan.
În 1971, Bangladeshul a devenit independent iar denumirea de Pakistanul de Est a încetat să fie folosită.